# Осоавиахимовец Украины
Осоавиахимовец Украины — бесхвостый одноместный планёр конструкции П. Г. Бенинга. Изготовлен на Харьковском авиационном заводе в 1934 г.; по другим данным — на Харьковском фотомузыкальном заводе в 1933 г.
Лётчиком Л. С. Рожковым на планёре был выполнен каскад фигур высшего пилотажа, благодаря этому конструкция была замечена, а конструктор получил известность и в 1934 г. планёр демонстрировался на авиавыставках в Копенгагене и Париже.

## Конструкция
Осоавиахимовец Украины имеет аэродинамическую схему бесхвостка. Конструкция деревянная с работающей обшивкой. Крыло прямой стреловидности с концевыми шайбами. Имеет рули направления с аэродинамической компенсацией. Элероны обеспечивают одновременное управление в продольном и поперечном направлениях. На верхней поверхности крыла имеется кабина обтекаемой формы.